# Büyükgörümlü, Viranşehir
Büyükgörümlü là một xã thuộc huyện Viranşehir, tỉnh Şanlıurfa, Thổ Nhĩ Kỳ. Dân số thời điểm năm 2011 là 635 người.